# Espuri Carvili Màxim
Espuri Carvili Màxim (en llatí Spurius Carvilius C. F. C. N. Maximus) va ser un magistrat romà dels segles IV aC i III aC. Formava part de la gens Carvília, una gens romana d'origen plebeu.
Era edil curul l'any 299 aC i cònsol el 293 aC junt amb Luci Papiri Cursor. El seu consolat es va distingir per diverses victòries importants sobre el samnites, que havien fet molts esforços i havien entat a Campània: va conquerir Amitermum, va assaltar Cominium que va conquerir igualment, i va atacar Palumbinum i Herculaneum, on hi va entrar, encara que després de ser derrotat a la vora de la darrera ciutat, mentre el seu col·lega s'enfrontava a l'exèrcit samnita, on va obtenir una brillant victòria. Llavors Carvili va anar a Etrúria on els faliscs havien reprès la guerra i va conquerir Troilium i altres cinc fortaleses, i finalment va concedir la pau als faliscs a canvi d'una important quantitat de diners. Va rebre els honors del triomf a la seva tornada, per haver vençut els samnites i els etruscs, segons els Fasti. Papiri també en va obtenir un, però només per la victòria sobre els samnites. El botí que Carvili Màxim va obtenir el va distribuir entre els soldats, cosa que el va fer molt popular, ja que Papiri Cursor no ho va fer. Després de la distribució encara va poder ingressar una gran quantitat al tresor públic i erigir un temple al déu Fors, company de la deessa Fortuna, o potser al binomi Fors Fortuna. Amb el bronze de les armadures capturades als samnites va fer una colossal estàtua de Júpiter al Capitoli, tant alta que es podia veure des del Mont Albà i amb el bronze que va caure mentre es polia, va fer una estàtua petita d'ell mateix que va col·locar als peus del colós.
A l'any següent, el 292 aC, va ser legat del cònsol Dècim Juni Brut, ja que els cònsols d'aquell any no tenien experiència militar i s'havien elegit pensant en un moment de pau.
L'any 272 aC va ser elegit cònsol per segona vegada, altre cop amb Papiri Cursor, ja que es necessitava algú amb experiència militar per acabar d'una vegada amb les guerres samnites abans de què Pirros tornés a Itàlia. Altre cop va combatre els samnites, i també a lucans, brucis i tarentins. No va defraudar les expectatives, encara que no s'han conservat detalls d'aquelles lluites, però altre cop els dos cònsols van obtenir els honors del triomf. Segurament és a aquest Espuri Carvili al que Vel·lei Patercul es refereix quan diu que tot i ser del rang eqüestre va adquirir els més alts honors de l'estat.